# And and and

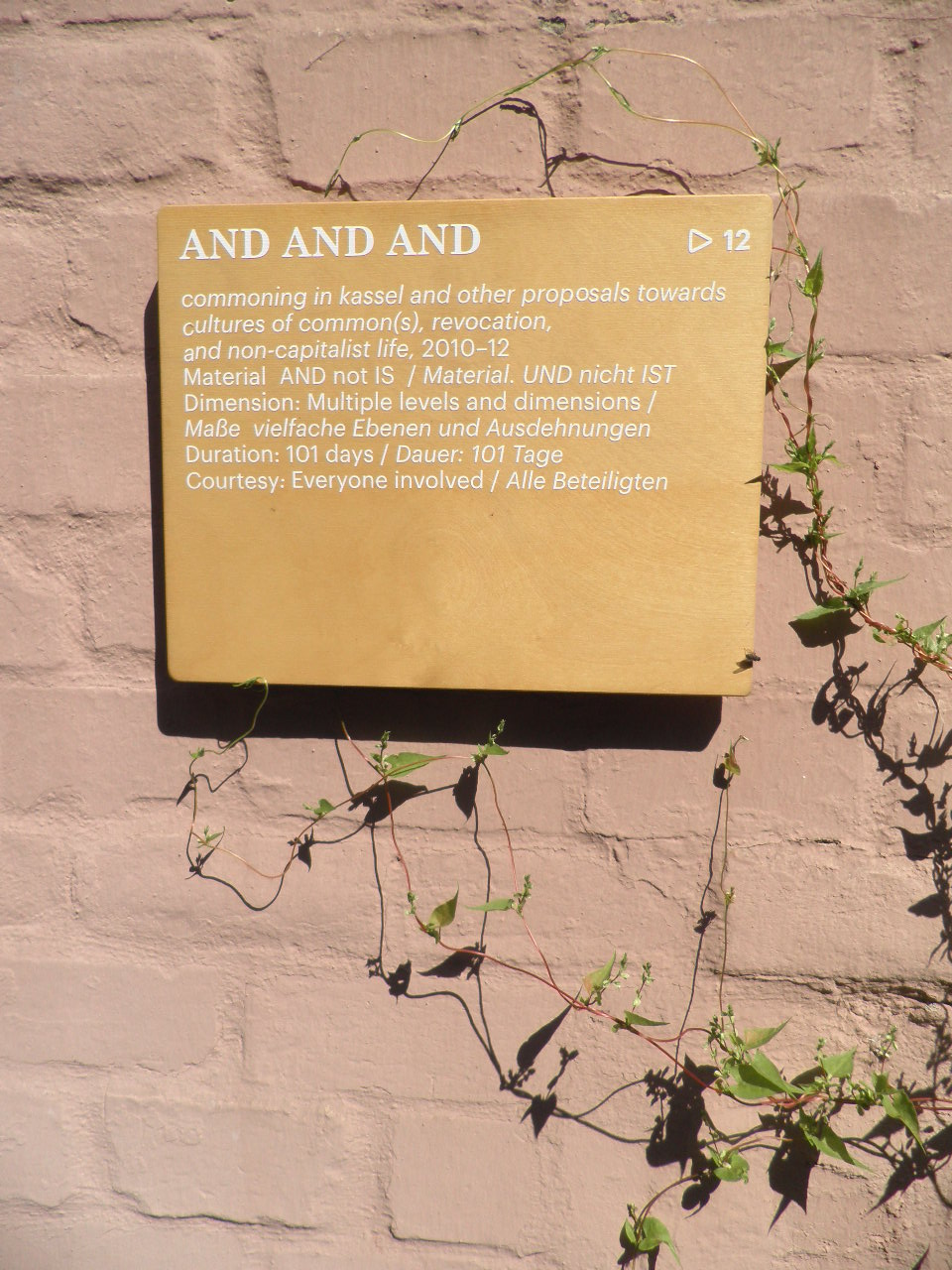
and and and auf der dOCUMENTA (13)

and and and (gegründet 2010) ist eine Künstlerinitiative, die während der 100 Tage der documenta mit Einzelpersonen und Gruppen auf der ganzen Welt über die Rolle von Kunst und Kultur diskutiert und nachgedacht hat. Verschiedene Initiativen fanden während der dOCUMENTA (13) statt.
Beiträge zu and and and leisteten 16 Beaver Group, Rheim Alkadhi François Bucher, Ayreen Anastas, Pedro Lasch/TTGG, Bik Van Der Pol, Jan van de Pavert, Vladimir Volnovik, Rene Gabri, Lu Cafausu, Oumayma Khaled, Ashley Hunt, Taisha Paggett, Federico Zukerfeld and Loreto Garin Guzmán, Commoning in Kassel, Jakob Jakobsen und Lamia Joreige.